# Anton Wintersteiger

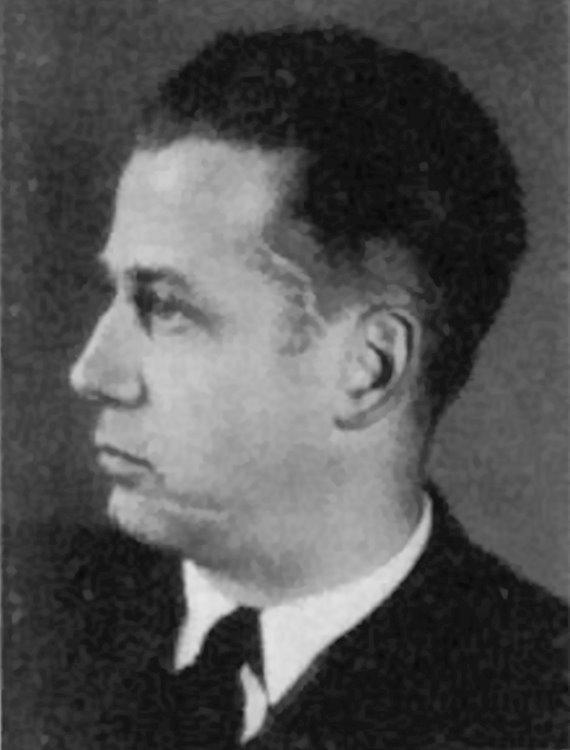
Anton Wintersteiger (1938)

Anton Wintersteiger (* 30. April 1900 in Salzburg; † 8. März 1990 ebenda) war von 1934 an erster – bis zum „Anschluss Österreichs“ 1938 illegaler – Gauleiter von Salzburg.

## Leben
Wintersteigers Vater, der ebenfalls Anton hieß, war zuerst Braugehilfe in der Stieglbrauerei in Mülln, seine Mutter die Bauerstochter und spätere Köchin Anna Armstorfer. Die Trauung der beiden fand am 3. Jänner 1900 in der Blasiuskirche statt. 1910 übernahmen sie das Gasthaus „Zum grauen Wolf“, Kaigasse 7.
Anton Wintersteiger junior besuchte in seiner Heimatstadt die Volks- und Realschule. Nach Beendigung seiner Schullaufbahn trat er im März 1918 in die k.u.k. Armee ein und ließ sich an einer Reserveoffiziersschule ausbilden. Bald darauf absolvierte er ein Ingenieursstudium an der Technischen Hochschule in Wien, das er 1925 als Diplom-Bauingenieur abschloss. Danach war er im Flussbauamt im Zuge der Drauregulierung bis 1928 für die Kärntener Landesregierung tätig und leitete anschließend bis zu seiner Entlassung wegen politischer Betätigung das Bauamt in Bad Gastein.
Er trat am 25. Oktober 1930 in die österreichische NSDAP ein (Mitgliedsnummer 361.428) sowie drei Tage später in die SA und war in Bad Gastein Ortsgruppenleiter sowie SA-Führer. Er wurde 1932 in den Salzburger Landtag gewählt. Während des Österreichischen Bürgerkriegs von 1934 kam er als Nationalsozialist vorübergehend in das Anhaltelager Wöllersdorf. Von 1934 bis zum Anschluss fungierte er zunächst als stellvertretender Gauleiter und ab 1936 als Gauleiter Salzburg der verbotenen NSDAP und war nach dem „Anschluss Österreichs“ am 13. März 1938 kurzfristig Landeshauptmann und Gauleiter des Reichsgaues Salzburg im Deutschen Reich. Am 22. Mai 1938 wurde, von Adolf Hitler angeordnet, aber Friedrich Rainer zum Gauleiter von Salzburg bestellt, Wintersteiger danach bis Kriegsende lediglich Gauleiter-Stellvertreter. Anton Wintersteiger war auch Abgeordneter im  Großdeutschen Reichstag. Am 12. März 1938 wechselte er von der SA, im Rang eines Standartenführers, zur SS (SS-Nummer 292.798), in der er 1941 in den Rang eines SS-Oberführers aufstieg. 1941 wurde er mit dem Goldenen Reichsparteiabzeichen gewürdigt.
Am 1. April 1948 wurde Wintersteiger vom Salzburger Volksgericht wegen Hochverrats zu zwei Jahren Kerker und Vermögensverfall verurteilt. Von der Anklage, ein Kriegsverbrecher zu sein, wurde Wintersteiger auch aufgrund von Aussagen von Landeshauptmann Josef Rehrl (ÖVP) freigesprochen. Die Kerkerstrafe war durch die Untersuchungshaft abgebüßt. Nach 1948 war er in der SAFE, dem Vorläufer der Salzburg AG, tätig. Sein Grab befindet sich auf dem Salzburger Kommunalfriedhof.

## Wintersteiger zu Antisemitismus, Interview 1978
"Ich bin ja persönlich überzeugter Antisemit, war es und bins auch geblieben ... Ich finde, daß der Einfluß der Juden in den westlichen Völkern, besonders natürlich im deutschen Volk, in Kultur und Wirtschaft zu groß ist, und daß daher ein numerus clausus hergehört, daß ihr Einfluß eingeschränkt gehört, aber nicht, daß sie umgebracht werden sollen."